# Albert Bauwens
Albert Bauwens (Sint-Joost-ten-Node, 26 februari 1861 - Etterbeek, 4 juni 1950) was een Belgisch senator en notaris.

## Levensloop
Bauwens behaalde zijn diploma's rechten en notariaat aan de ULB, na studies aan de Universiteit Luik en werd notaris in Brussel. Getrouwd met een Zwitserse, hadden ze een dochter, Lucienne (°1902) die beeldhouwer werd en een zoon, Jacques (°1904), die notaris werd.
Hij werd gemeenteraadslid van Brussel (1904-1921). Tijdens de Eerste Wereldoorlog werd hij tijdelijk schepen van openbare werken, terwijl de titularis Camille Lemonnier in Duitse gevangenissen zat. Van 1906 tot 1919 was hij ook lid van het Bestuur van de Burgerlijke Godshuizen en de Armenzorg, en hield zich vooral bezig met de voogdij over weeskinderen.
Van 1919 tot 1921 was hij liberaal senator voor het arrondissement Brussel.

## La Jeune Belgique
Bauwens was in 1881, onder het pseudoniem Albert Grésil, de stichter van het literaire tijdschrift La Jeune Belgique (1881-1897). Medewerkers waren onder meer Georges Eekhoud, Georges Rodenbach en Max Waller.
Hij had eerst al, in 1880, onder de naam La Chrysalide met enkele medestudenten een literair tijdschriftje opgericht. Het kende maar een heel kortstondig bestaan, namelijk één enkel nummer. Daarop stichtte Bauwens La Jeune Revue littéraire, dat het een twaalftal nummers volhield. Naast de hierboven genoemden, vond men er ook teksten van Max Elskamp, Albert Giraud en anderen.
Bauwens had ambities die verder reikten dan gewoon een studentenblad. Hij doopte het tijdschrift om tot La Jeune Belgique. Van het begin tot in november 1882 was hij er de eigenaar, beheerder en directeur van. Toen liet hij zich opvolgen door Max Waller, om zich op zijn studies toe te leggen en zich voor te bereiden om zijn vader als notaris op te volgen.
Bauwens beroemde er zich op dat hij het tijdschrift een stevige verankering had gegeven, met kantoren in Brussel, Gent en Luik en met correspondenten in Leuven, Namen, Hoei, Verviers, Bergen, Doornik, Brugge, Antwerpen en Parijs. Het tijdschrift werd verspreid via de boekhandel en de dagbladwinkels.